# بيرات اوزديمير
بيرات اوزديمير (بالتركية: Berat Özdemir)‏ هو لاعب كرة قدم تركي في مركز الوسط ولد في يوم 23 مايو 1998 في تركيا، يلعب حالياً مع نادي الاتفاق في السعودية، وهو ثاني محترف تركي يلعب في السعودية بعد إيمري كولاك.

## روابط خارجية
- بيرات اوزديمير على موقع الاتحاد الأوربي (الإنجليزية)
- بيرات اوزديمير على موقع اتحاد تركيا (لاعب) (الإنجليزية)
- بيرات اوزديمير على موقع قاعدة بيانات كرة القدم.إي يو (الإنجليزية)
- بيرات اوزديمير على موقع ناشيونال فوتبول تيمز (الإنجليزية)
- بيرات اوزديمير على موقع Soccerway.com (الإنجليزية)
- بيرات اوزديمير على موقع عالم كرة القدم.نت (الإنجليزية)